# Río Quequén Grande
El río Quequén Grande es un curso fluvial del sudeste de la provincia de Buenos Aires, en el este de Argentina. Nace en el partido de Benito Juárez y desemboca en el mar Argentino junto al puerto de Quequén. Entre las especies de peces más destacadas de este río se encuentran el pejerrey, la trucha, el bagre, el dentudo y la corvina rubia.

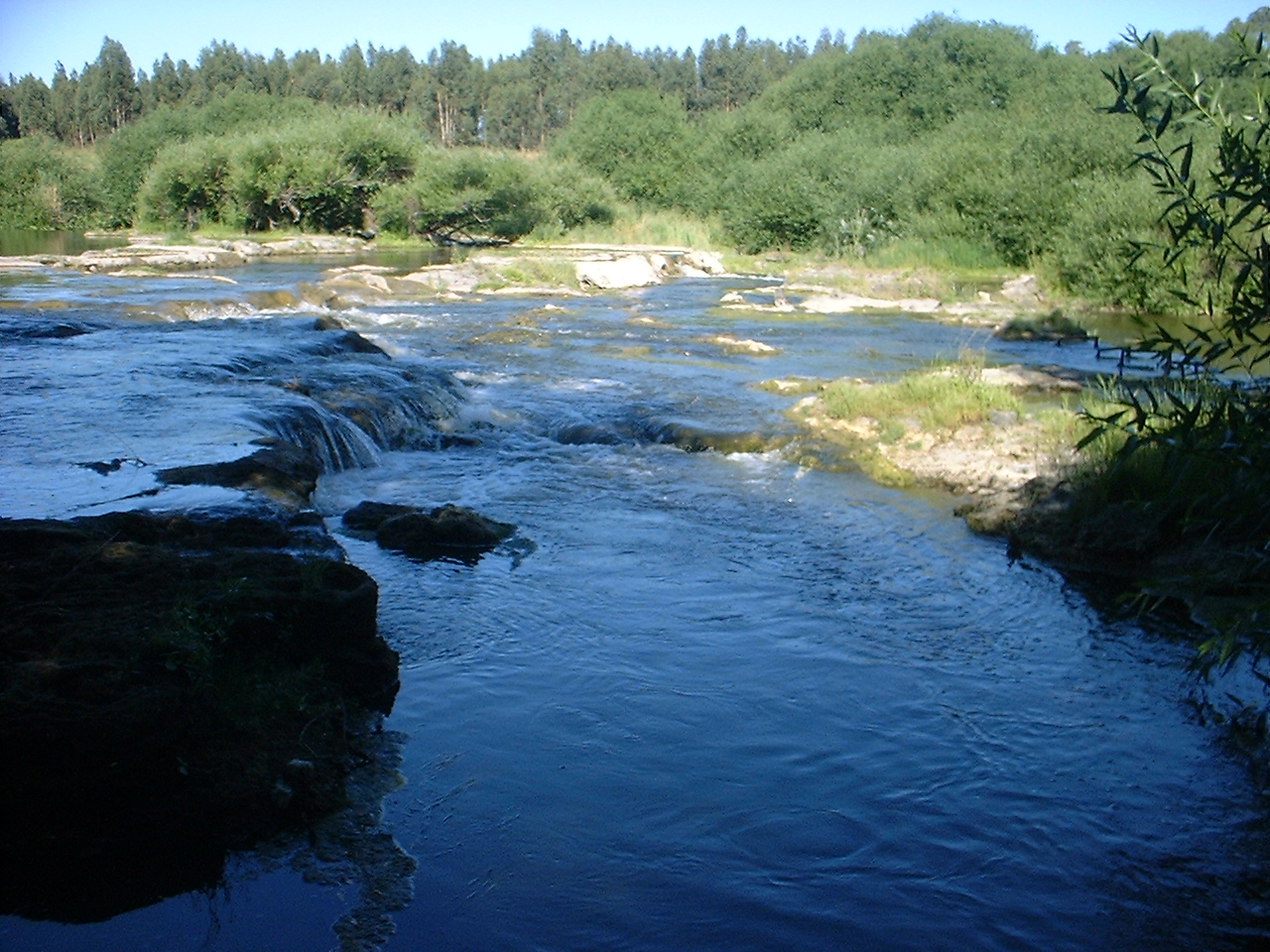
Las cascadas del río Quequén Grande.

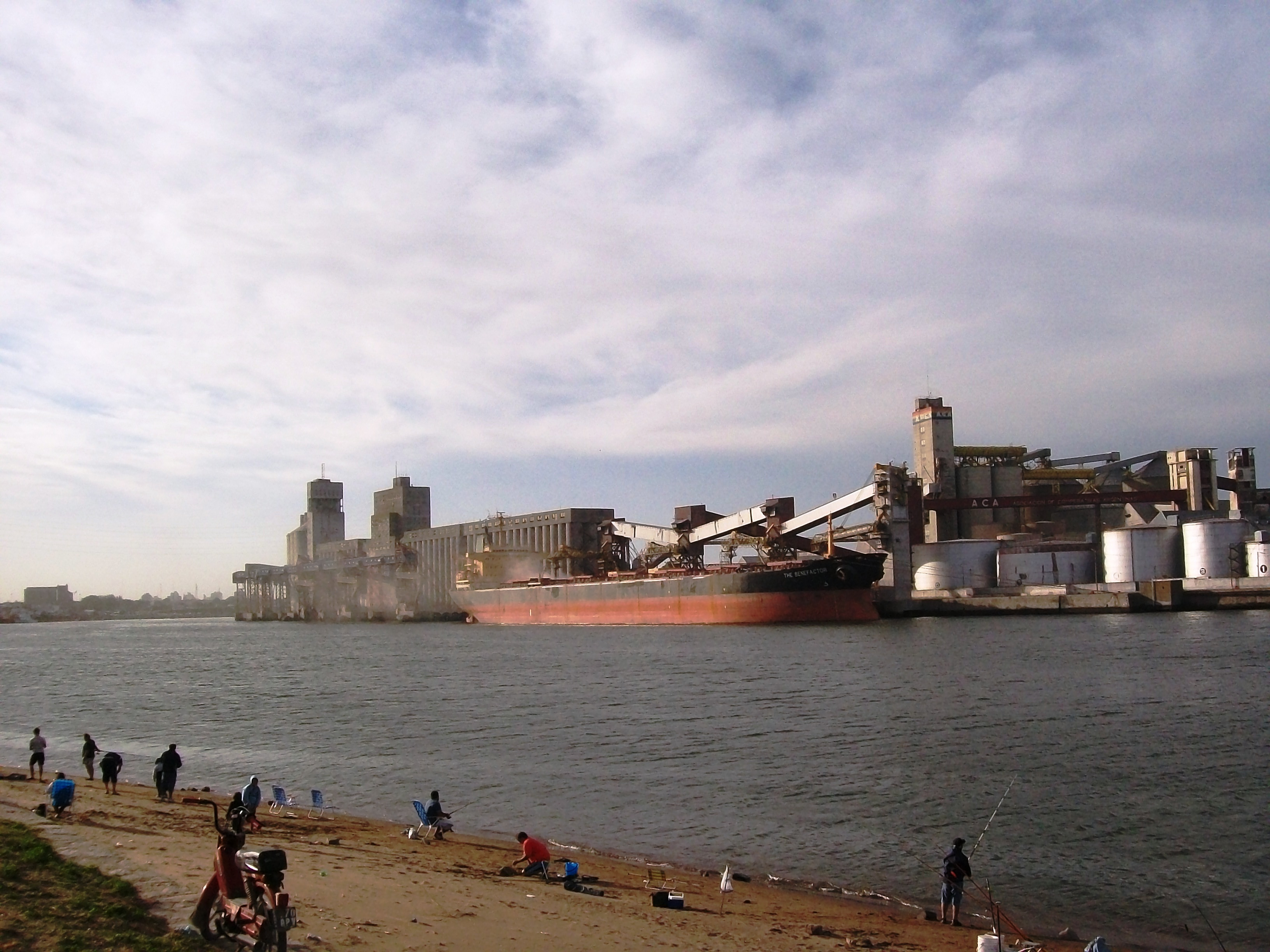
El Puerto Quequén, próximo en la desembocadura del río Quequén Grande en el mar Argentino.

## Características generales
Tiene una cuenca de 914 km², con dos afluentes y cerca de 27 subafluentes. Su caudal medio es de 36 m³/s. Desde su nacimiento recorre alrededor de 180 km y atraviesa los partidos de Benito Juárez, Tandil, San Cayetano, Adolfo Gonzales Chaves, Lobería y Necochea.

## Tramos
Cada tramo del río Quequén Grande tiene sus características propias.

### Tramo superior
Tiene su naciente en el partido de Benito Juárez en la confluencia de dos brazos, que se originan en la laguna del Quequén, llamada Yehuincó, que en araucano significa 'aguas que cantan'. Debido a que se encuentra sobre el Sistema de Tandilia, uno de los más antiguos del mundo, el río está formado por rocas duras y resistentes, que originan cascadas y saltos de aguas en su recorrido. En el cruce con la Ruta 228 también llamada Avenida Circunvalación, se emplaza el Puente Domingo J. Taraborelli, construido el 28 de mayo de 1980 y anteriormente denominado Puente Aramburu.

### Últimos 5 kilómetros
Este tramo es navegable con embarcaciones menores desde su desembocadura hasta las primeras cascadas aguas arriba del puente sobre la Ruta Provincial 86. En los últimos 5000 m del río se presenta la mayor anchura. Es este un tramo de aguas salobres, ya estuarial, donde se mezclan las aguas fluviales originadas por las lluvias de su cuenca con las aguas marinas que ingresan desde el mar Argentino durante las pleamares. En este tramo se encuentran los puentes Hipólito Yrigoyen, Dardo Rocha y, hasta 1980, el Ignacio Ezcurra, destruido en la gran inundación de dicho año.
Es a esta altura donde se encuentra el mayor nivel de actividades acuáticas y complejos náuticos, los que cuentan con playas privadas y ponen a disposición de la gente local y turistas su estructura para la realización de deportes de agua. Entre los complejos que se ubican sobre la ribera del río figuran:
- Club Rowing: En la intersección de la Av. Jesuita Cardiel y calle 62, se encuentra este club que cuenta con bajada de lanchas.
- Club Necopesca: en intersección de Av. Jesuita Cardiel y Av. 58, cuenta con playa privada y parrillas junto al río.
- Complejo de Cabañas Río Quequén: Es un complejo de 3 ha con parrillas, fogones, piscinas, bajada de lanchas, restaurante, y spa.

Finalmente desemboca en el mar Argentino, entre las ciudades de Necochea y Quequén, donde se halla uno de los más importantes puertos de la Argentina, el puerto de Quequén, que cuenta con dos escolleras: la Sur, que tiene una longitud de 1600 m, sobre la margen derecha, lindante con las turísticas playas de la Villa Díaz Vélez de Necochea, y la escollera Norte, con 572 m de extensión, sobre la margen izquierda.

## Pesca deportiva
En los tramos superiores y medios del río destacan el pejerrey, el bagre, y la trucha. Cercano a su desembocadura las especies cambian y la variedad aumenta, gracias a la entrada del agua salada y a que muchas especies penetran al río para desovar, entre ellas la corvina rubia, la corvina negra, el lenguado, el sauro anchoa de banco o Piraña de mar, la lisa, la anchoita española, la chancha, junto a otras especies que no suelen salir tan regularmente.